# Bangkok Thonburi College
Bangkok Thonburi College es un centro de educación superior localizado en el distrito de Thawi Watthana en Bangkok, Tailandia que fue fundado en 2002
El centro ofrece estudios en distintos niveles universitarios en las áreas de administración de empresas derecho, ciencia política, ciencias y educación. 